# Міжнародний фонд DOI
Міжнародний фонд DOI (англ. International DOI Foundation (IDF)) — міжнародний фонд, який є органом, що управляє системою цифрового ідентифікації DOI. Фонд базується в Оксфорді, Велика Британія.

## Історія фонду
Організація була створена з ініціативи трьох структур:
- Міжнародної асоціації видавців;
- Міжнародної асоціації наукових, технічних і медичних видавців;
- Асоціації американських видавців.

Фонд був зареєстрований в штаті Делавер, США 10 жовтня 1997 року. Фонд було офіційно презентовано в 1997 році на Франкфуртському книжковому ярмарку. Голова фонду — математик Ян Брасе. Для реєстрації відповідно до стандарту ISO 26324 існує угода від 2010 року між ISO та IDF.
Фонд контролюється Радою, що обирається членами Фонду. Корпорація є «неприбутковою» організацією, що звільнена від федерального податку на прибуток США відповідно до статті 501 Податкового кодексу від 1986 року і надалі. Витрати, що здійснює IDF, відшкодовуються за рахунок функціонування системи самофінансування.

## Основні завдання IDF
- визначення основних принципів роботи системи DOI;
- розробка нових технологій та розширення функціональності системи DOI;
- просування системи DOI[3].

## Реєстраційні агенції
- Airiti, Inc.
- Китайська національна інфраструктура знань (CNKI)
- CrossRef
- DataCite
- Реєстр ідентифікаторів розваг (EIDR)
- Інститут науково-технічної інформації Китаю (ISTIC)
- Центр посилань Японії (JaLC)
- Корейський інститут науково-технічної інформації (KISTI)
- Багатомовне Європейське агентство реєстрації DOI (mEDRA)
- Офіс публікацій Європейського Союзу (Publications Office of the European Union)

## Операційна адреса фонду
The DOI Foundation, c/o EDitEUR Limited, United House, North Road, London N79 DP, UK.